# Islas de Gres
Las islas de Gres (illas de Gres en gallego) constituyen un paraje natural formado por seis islas afloradas al embalsar las aguas del río Ulla la presa de Portodemouros.

## Descripción
Se localizan en la parte del cauce del río que hace de límite municipal entre la parroquia de Gres, en el municipio español de Villa de Cruces, provincia de Pontevedra, al que pertenecen, y Ponte Ledesma, en el municipio de Boqueijón, provincia de La Coruña.
Los carballos pueblan las seis islas. Cinco de ellas: isla de San Ramón, isla de Os Namorados, isla de A Palleta, isla de Pachín e isla de A Praia están unidas entre sí por pasarelas que permiten el paso a los visitantes.